# Femeie în grădină
Femeie în grădină este o pictură în ulei pe pânză de 80 cm x 99 cm, realizată în 1867 de pictorul francez Claude Monet. Este păstrată la Muzeul Ermitaj din Sankt Petersburg.
Monet a executat pictura la vârsta de 27 de ani la Saint-Adresse, locul unde și-a petrecut copilăria. Opera reprezintă o rudă, reprezentată din spate, în timp ce se plimba prin grădina plină de lumină.